# Festival de Cine de Hollywood
El Hollywood Film Festival es un festival cinematográfico anual celebrado en Los Ángeles (Estados Unidos). Fue creado en el año 1997. 
El festival se creó con la intención de establecer relaciones entre todos los creativos de la comunidad cinematográfica. 

## Categorías premiadas
- Mejor película del año.
- Mejor actor del año.
- Mejor actor de reparto del año.
- Mejor actriz del año.
- Mejor actriz de reparto del año.
- Mejor director del año.
- Director revelación del año.
- Actor revelación del año.
- Actriz revelación del año.
- Mejor reparto del año.
- Mejor película de animación del año.
- Mejor productor del año.
- Mejor editor del año.
- Mejor compositor del año.
- Mejor diseño de producción del año.
- Mejor guionista del año.
- Mejores efectos especiales del año.
- Mejor maquillaje del año.
- Mejor corto del año.
- Mejor documental del año.
- Premio honorífico a toda una carrera.
- Hollywood World Award.